# Robert Nimmo
O tenente-general Robert Harold Nimmo (22 de novembro de 1893 - 4 de janeiro de 1966) foi um oficial sênior do Exército australiano que serviu na Primeira e Segunda Guerra Mundial, com a Força de Ocupação da Comunidade Britânica no Japão, como oficial general comandante (GOC) do Norte Comando na Austrália e, finalmente, como o principal observador militar do Grupo de Observação Militar das Nações Unidas na Índia e no Paquistão de 1950 até sua morte em 1966. Criado em uma fazenda de ovelhas no extremo norte de Queensland, Nimmo frequentou a Southport School no sul de Queensland antes de entrar o Royal Military College, Duntroon, em 1912. Ele era o cadete sênior de sua classe, que se formou cedo para participar da Primeira Guerra Mundial. Ele serviu com o 5º Regimento de Cavalos Leves durante as campanhas de Gallipoli e Sinai e Palestina, alcançando o posto de formar-se. Ele foi elogiado por sua liderança como comandante de esquadrão de cavalos leves e suas habilidades como major de brigada da 1ª Brigada de Cavalos Leves nos estágios finais da guerra.
Nimmo foi nomeado tenente das Forças Militares Permanentes após a formatura em 3 de novembro de 1914, tendo ocupado o cargo de cadete sênior de sua classe de 40 homens, conhecido como sargento-mor da companhia. Ele foi comissionado na Força Imperial Australiana (AIF) no mesmo posto e ingressou no 5º Regimento de Cavalos Leves, parte da 2ª Brigada de Cavalos Leves do Coronel Granville Ryrie, formada por homens recrutados em Queensland. Em 21 de dezembro, o regimento partiu de Sydney para o Oriente Médio a bordo do SS Persic, um transatlântico da White Star Line que havia sido convertido em um navio de tropas e redesignado como HMAT A34. O regimento chegou ao Egito em 1º de fevereiro de 1915. Inicialmente considerado inadequado para o desembarque em Gallipoli em 25 de abril, toda a brigada desembarcou em Anzac Cove em 20 de maio em uma função desmontada para reforçar a infantaria severamente esgotada da 1ª Divisão que havia sido lutando contra a campanha de Gallipoli desde 25 de abril. Nimmo era comandante de tropa no Esquadrão A, e embora o regimento tenha desempenhado um papel defensivo durante a maior parte da campanha, esteve envolvido em alguns ataques menores. O próprio Nimmo esteve envolvido em combates consideráveis durante a campanha.